# Piranha 2
Piranha 2 (Originaltitel Piranha 3DD) ist eine US-amerikanische 3D-Horrorkomödie aus dem Jahr 2012 und die Fortsetzung von Piranha 3D.

## Handlung
Ein Jahr nach den Angriffen von Piranhas auf den Victoriasee wurde eine Kampagne zur Austrocknung des Sees ins Leben gerufen. Seitdem ist das Land unbewohnbar und die Stadt hat den Tourismus als wichtigste Einnahmequelle verloren. An einem nahe gelegenen See fischen zwei Bauern. Sie finden eine tote Kuh, die im See liegt. Im Innern der Kuh finden die Bauern Eier von Piranhas, die gerade schlüpfen und die Bauern töten.
Maddy, eine Biologie-Studentin, kehrt für den Sommer in den Wasserpark ihres Stiefvaters nach Hause zurück. Mit Entsetzen muss sie erkennen, dass ihr Stiefvater Chet den Wasserpark in eine Strip-Landschaft verwandelt hat. Am Abend auf einer Party im Wasserpark begegnet Maddy einigen alten Bekannten, darunter ihrem Ex-Freund Kyle Knight, einem Polizisten und Barry, der heimlich in Maddy verliebt ist. Außerdem trifft sie ihre zwei besten Freundinnen Ashley und Shelby. Shelby und ihr Freund Josh gehen im See nackt baden, wobei ein Piranha in Shelbys Vagina schwimmt. Währenddessen haben Ashley und ihr Freund Travis Sex in ihrem Wagen. Dabei löst Ashley aus Versehen die Handbremse des Wagens, wodurch der Van in den See rollt. Ashley und Travis werden daraufhin von Piranhas angegriffen und getötet.
Am nächsten Tag tröstet Maddy Shelby, da die beiden erfahren haben, dass Ashley spurlos verschwunden ist. Während die beiden auf einem Steg sitzen, werden sie von einem Schwarm Piranhas angegriffen. Sie schaffen es, einen zu töten. Maddy, Kyle und Barry fahren zusammen zu Mr. Goodman. Er informiert sie, dass sich die Piranhas über Abwasserrohre und unterirdische Flüsse zwischen den Seen  bewegen können. Nach der Rückkehr zum See stellen sie fest, dass die Piranhas einen Weg in die Abflussrohre des Wasserparks gefunden haben. Als Shelby und Josh Sex haben, beißt der Piranha in Shelbys Scheide in Joshs Penis und zwingt ihn, diesen mit einem Messer abzuhacken. Beide werden ins Krankenhaus eingeliefert. Kyle entpuppt sich währenddessen als korrupter Polizist, der Chet geholfen hat, Pumpen zwischen einem unterirdischen Fluss und dem Wasserpark zu erbauen.
Am nächsten Tag eröffnet der Big Wet. Unter den ersten Gästen sind Deputy Fallon, der den ersten Angriff der Piranhas überlebt, aber seine Beine verloren hat, sowie der ehemalige Kameramann Andrew Cunningham. Während das Duo versucht, seine Angst vor dem Wasser zu überwinden, taucht David Hasselhoff als eine Berühmtheit im Park auf. Nachdem Maddy entdeckt hat, dass es eine Verbindung zwischen dem Park und dem unterirdischen Fluss gibt, versucht sie, den Wasserpark zu schließen, doch sie wird von Chet und Kyle aufgehalten. Die Piranhas haben sich einen Weg in das Gebiet geschaffen, greifen die Badegäste an und töten sie. Fallon legt eine Schrotflinten-Prothese an, um die Besucher zu retten, während David Hasselhoff einen kleinen Jungen namens David rettet und froh ist, endlich ein echter Rettungsschwimmer geworden zu sein. In dem Chaos versucht Chet zu flüchten, wird aber von einem zu niedrig hängenden Kabel enthauptet.
Währenddessen läuft Barry in den Technikraum, um das Wasser aus den Pools ablaufen zu lassen. Maddy versucht, so viele Menschen wie möglich zu retten, doch durch den Sog des ablaufenden Wassers wird sie auf den Boden des Schwimmbeckens gezogen. Als Kyle sich weigert, ihr zu helfen, springt Barry ihr nach, obwohl er nicht schwimmen kann, und bringt sie wieder an die Oberfläche. Er schafft es, Maddy wiederzubeleben, und die beiden küssen sich.
Ein weiterer Mitarbeiter, Big Dave, schüttet Benzin in die Rohre und zündet es an. Die resultierende Explosion tötet die meisten der Piranhas, während Kyle durch einen fallenden Dreizack getötet wird. Die Überlebenden feiern ihren Sieg gegen die Piranhas. Als Maddy einen Anruf von Mr. Goodman erhält, muss sie erfahren, dass die Piranhas sich weiterentwickelt haben und nun in der Lage sind, sich an Land zu bewegen. Der Film endet, als ein Piranha den Kopf des von Hasselhoff geretteten Kinds David abreißt.

## Besetzung und Synchronisation
Die deutsche Synchronisation entsteht bei der Synchronfirma Berliner Synchron AG Wenzel Lüdecke in Berlin.
| Rolle            | Schauspieler       | Dt. Synchronsprecher      |
| ---------------- | ------------------ | ------------------------- |
| Maddy            | Danielle Panabaker | Berenice Weichert         |
| Barry            | Matt Bush          | Constantin von Jascheroff |
| Chet             | David Koechner     | Marco Kröger              |
| Kyle             | Chris Zylka        | Peter Lontzek             |
| Shelby           | Katrina Bowden     | Josephine Schmidt         |
| Clayton          | Gary Busey         | Engelbert von Nordhausen  |
| Carl Goodman     | Christopher Lloyd  | Reinhard Kuhnert          |
| Deputy Fallon    | Ving Rhames        | Tilo Schmitz              |
| David Hasselhoff | David Hasselhoff   | Frank Muth                |
| Big Dave         | Adrian Martinez    | Tino Kießling             |
| Andrew           | Paul Scheer        | Julius Jellinek           |
| Josh             | Jean-Luc Bilodeau  | Benjamin Stöwe            |
| Ashley           | Meagan Tandy       | Franca Orlia              |
| Travis           | Paul James Jordan  | Julius Jellinek           |

## Produktion
Im Oktober 2010 kündigte Dimension Films an, dass John Gulager die Fortsetzung von Piranha 3D drehen werde. Geplant waren die Dreharbeiten zwischen dem 17. Januar und 18. Februar 2011, doch da die Besetzung meistens wenig bekleidet interagiert, wurden die Dreharbeiten verschoben. Mitte April 2011 wurden die Hauptrollen an Danielle Panabaker, Matt Bush, David Koechner, Chris Zylka und Katrina Bowden vergeben.
Die Dreharbeiten begannen am 25. April 2011 in Wilmington, North Carolina und wurden am 10. Juni 2011 abgeschlossen.

## Veröffentlichung
Eigentlich wurde der Film für November 2011 angekündigt, doch dann verschob man die Premiere auf Mai 2012. In Deutschland erschien der Film am 4. Oktober 2012 direkt auf DVD.
Die deutsche Erstausstrahlung fand am 1. Oktober 2016 auf Tele5 statt.

## Rezeption

### Einspielergebnis
Bei Produktionskosten von 5 Millionen US-Dollar spielte der Film etwa 8,49 Millionen US-Dollar ein.

### Kritiken
Auf der Seite Rotten Tomatoes wurden von 47 Rezensionen lediglich 13 Prozent als positiv angesehen. Bei den Zuschauern stimmten 25 Prozent für den Film.

„Das ulkige Splatter-Späßchen Piranha 3D war seinerzeit eine überraschend unterhaltsame Genre-Sause, die völlig zu Recht die Lacher auf ihrer Seite hatte und mit Selbstbewusstsein und Charme bestach. Natürlich war Alexandre Ajas Fisch-Horror genaugenommen ein ganz großer Quatsch, doch wusste der Regisseur zumindest darum, dass er keinen Film für die Ewigkeit, sondern für einen bierseligen Abend drehte. Also gingen alle Hemmungen über Bord, munter wurden Genres gekreuzt und mit reichlich nackter Haut sowie ein paar Gastauftritten von Pornostars gewürzt. Und am Ende veranstaltete Aja ein stimmig in Szene gesetztes Trashfest mit perfektem Timing, bei dem kein Auge trocken und kein Körperteil am Rumpf blieb. Auch wenn die Diskussion um die Sinnhaftigkeit des gewollten Trash schon damals geführt wurde, kam Aja mit seinem Piranha-Aufguss nochmal davon. Gleichzeitig war klar, dass sich dieser Mix aus harten Gore-Exzessen und Eis-am-Stiel-Klamauk wohl kaum ähnlich erfolgreich wiederholen lassen würde. Genau das versucht nun Aja-Ersatz John Gulager mit Piranha 3DD – ein Versuch, der gründlich nach hinten losgeht.“

„War der erste Film eine Trashperle, so ist das Sequel (im Original zumindest clever betitelt Piranha 3DD) im Großen und Ganzen einfach nur Trash. Hielten sich die Tierhorror- und die Komödienelemente im ersten Film noch die Waage, kippt diese im zweiten Teil eindeutig in Richtung Komödie, oder viel eher in Richtung Parodie. In der Tat hat Piranha 2 mehr mit Scary Movie gemeinsam als mit tatsächlichem Horror.“

2013 gewann der Film bei einer Umfrage unter YouTube-Usern den Titel Greatest Stinkpiel of the year 2012.

## Auszeichnungen
Goldene Himbeere 2013
- Nominierung in der Kategorie Schlechtester Nebendarsteller für David Hasselhoff
- Nominierung in der Kategorie Schlechteste Neuverfilmung oder Fortsetzung (Dimension Films)[10]